# Эштон, Тони
То́ни Э́штон (англ. Tony Ashton, полное имя англ. Edward Anthony Ashton — Э́двард Э́нтони Э́штон; 1 марта 1946, Блэкберн, Ланкашир, Англия — 28 мая 2001, Лондон) — британский композитор, клавишник, певец, и продюсер.

## Биография
Родился в Блэкберне, Ланкашир. Детство Тони прошло в приморском городе Блэкпул. Когда он был ребенком, его мама отдала его учиться игре на фортепиано. В возрасте 13 лет в 1959 году, ещё будучи учеником школы Св. Георгия в Блэкпуле, он присоединился к местной группе The College Boys, играя на ритм-гитаре и фортепиано. Когда Эштон окончил школу в возрасте 15 лет, он уже был опытным пианистом. Играл в джазовом трио, совместно с барабанщиком Джоном Лайдловом и басистом Пете Шелтоном в 1961 и 1962 годах в клубе Пикадор в Блэкпуле. Хотя его карьера начиналась во времена The Beatles, устремления Тони были в духе джаза и блюза. После игры с различными группами Блэкпула Эштон был приглашен присоединиться к группе The Remo Four в качестве органиста и вокалиста. Группа некоторое время была резидентной группой в Star Club в Гамбурге. Вслед за этим последовал американский тур, в качестве сопровождения The Beatles.  Группа The Remo Four записала несколько синглов, но их лучшая работа появилась в 1966 году, когда они выпустили альбом Smile. Прежде чем они распались в 1968 году, группа приняла участие в записи сольного альбома Джорджа Харрисона Wonderwall Music.
В конце 1960-х годов Тони Эштон сформировал новую группу с барабанщиком Роем Дюком и басистом Кимом Гарднером, которую они назвали Ashton, Gardner and Dyke. Их музыка, написанная Эштоном, была сплавом R&B и джаза. Трио записало три альбома. Их сингл «Resurrection Shuffle» достиг третьего места в британском чарте UK Singles Chart в 1971 году и стал классическим. Ронни Вуд (бас-гитарист группы The Rolling Stones) однажды высказал пожелание, чтоб композиция «Resurrection Shuffle» прозвучала бы на его похоронах. Однако после такого неожиданного успеха трио Ashton, Gardner and Dyke больше не выпускало синглов и распалось в 1973 году.
Эштон стал сессионным музыкантом, выступал с Джерри Ли Льюисом, Джорджем Харрисоном, Эриком Клэптоном и Полом Маккартни. Когда Ashton, Gardner and Dyke распались в 1973 году, Эштон ненадолго присоединился к группе Family и внёс значительный вклад при записи их последнего альбома It’s Only a Movie (1973). В качестве клавишника и органиста принял участие в записи первого сольного альбома Джорджа Харрисона Wonderwall Music.

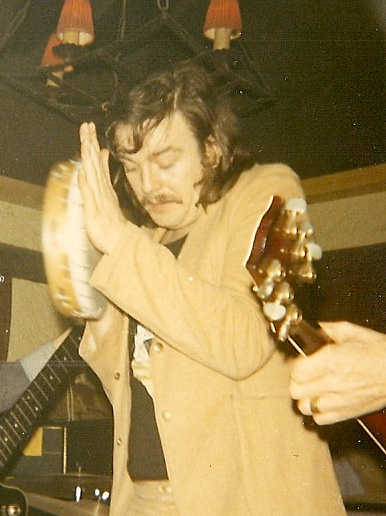
Тони Эштон в 1971 году.

С участниками группы Deep Purple Тони был знаком с начала 1970-х годов. Во время записи последнего альбома Ashton, Gardner and Dyke, Тони параллельно был увлечён совместной работой с Джоном Лордом над саундтреком к фильму «The Last Rebel». Затем Эштон участвовал в записи первого сольного альбома Джона Лорда Gemini Suite в 1971 году. В 1973 году Эштон присоединился к группе Family для записи их последнего альбома и тура. В том же году Тони, Дэвид Ковердейл и Гленн Хьюз были приглашены в качестве вокалистов для записи второго сольного альбома Джона Лорда Windows. Тони был близким другом Джона Лорда. В своём интервью Хольгер Шукай (бас-гитарист группы Can) утверждал, что Тони Эштон приходил в дом к Джону Лорду и Джорджу Харрисону даже в их отсутствие, так как имел при себе ключи. Летом 1974 года, во время перерыва в напряженном гастрольном графике Deep Purple, Тони Эштон и Джон Лорд записали свой совместный альбом First of the Big Bands. Тони также способствовал Роджеру Гловеру в формировании проекта «Butterfly Ball».
В августе 1976 года, когда Deep Purple распались, у Джона Лорда и Иэна Пейса стало слишком много свободного времени, и результатом стало формирование новой группы Paice Ashton & Lord, музыка которой была основана сплаве на фанка, джаза и рока. Состав был дополнен Берни Марсденом (впоследствии ставшем гитаристом Whitesnake) и басистом Полом Мартинесом. В 1978 году они записали альбом Malice In Wonderland в Мюнхене и отправились в общенациональный тур по Великобритании. Тур был отменен на полпути из-за больших финансовых потерь, и вскоре группа распалась.
В 80-х годах Тони Эштон организовал телешоу с Риком Уэйкманом под названием «GasTank». Шоу транслировалось каждые две недели, и в каждом эпизоде участвовали новые гости, от Фила Линотта до Иэна Пейса, которые играли с домашней группой от шоу во главе с Тони Эштоном и Риком Уэйкманом (в составе были также Тони Фернандес и Час Кронк). В промежутках между выступлениями Рик Уэйкман брал у гостей интервью. В 1984 году Эштону был предоставлен очень небольшой бюджет для записи альбома для EMI в Швейцарии. Результатом стал альбом Live In The Studio, записанные менее чем за три дня. После этого для Тони Эштона начались тяжёлые времена из-за плохого состояния здоровья и отсутствия работы. Хотя он продолжал играть то здесь, то там, но ничего не выпускал до 1988 года. В 1986 году он женился на Сандре Найду и удочерил её дочь Индиру. Последние годы занимался живописью.
Умер от рака 28 мая 2001 года в своем доме в Лондоне в возрасте 55 лет.

## Дискография
| Год  | Название               | Участник(и)              |
| ---- | ---------------------- | ------------------------ |
| 1974 | First of the Big Bands | Tony Ashton and Jon Lord |
| 1977 | Malice In Wonderland   | Paice, Ashton and Lord   |
| 1984 | Live In The Studio     |                          |

| Год Recorded | Название            | Участник(и)              |
| ------------ | ------------------- | ------------------------ |
| 1992 1977    | BBC Live in Concert | Paice, Ashton and Lord   |
| 1993 1974    | BBC Live in Concert | Tony Ashton and Jon Lord |
| 2006 2000    | Live at Abbey Road  | Tony Ashton and Friends  |

| Год записи | Название                                    | Участник(и)              |
| ---------- | ------------------------------------------- | ------------------------ |
| 2007 1977  | Malice In Wonderland — Live                 | Paice, Ashton and Lord   |
| 2009 2000  | Endangered Species Live at Abbey Road — DVD | Tony Ashton and Friends  |
| 2011 1970  | Montreux Jazz Festival 1970                 | Ashton, Gardner and Dyke |

| Год  | Название/Трек                                                                              | Участник(и)                        |
| ---- | ------------------------------------------------------------------------------------------ | ---------------------------------- |
| 1971 | A: You, Me And A Friend Of Mine B: I’m Dying For You                                       |                                    |
| 1972 | A: Surrender Me B: Sloeback                                                                | Ashton & Lord                      |
| 1972 | A: Celebration B: Sloeback                                                                 | Ashton & Lord                      |
| 1974 | A: We’re Gonna Make It B: Band Of The Salvation Army Band                                  | Ashton & Lord                      |
| 1975 | A: The Resurrection Shuffle B: Ballad of Mr. Giver                                         | Tony Ashton Tony Ashton & Jon Lord |
| 1976 | A: The Crezz B: Sumthin' — Something                                                       |                                    |
| 1983 | A: The Resurrection Shuffle B: Gimme Some Time To Play                                     | Tony Ashton & Lynda Hayes          |
| 1988 | A: Saturday Night and Sunday Morning B: Samedi Soir Dimanche Matin                         |                                    |
| 1995 | Big Red and Other Love Songs Big Red Travelin Javelin Strange Day Travelin Javelin Reprise |                                    |
| 1996 | The Big Freedom Dance The Big Freedom Dance Travelin Javelin                               |                                    |

### Сессионные работы
| Год  | Название                                       | Участник(и)/Группа                                         | Notes                                                          |
| ---- | ---------------------------------------------- | ---------------------------------------------------------- | -------------------------------------------------------------- |
| 1971 | Gemini Suite                                   | Jon Lord при участии Лондонского филармонического оркестра | дирижёр: Сэр Малкольм Арнольд; вокал: Tony Ashton              |
| 1973 | One & One Is One                               | Medicine Head                                              |                                                                |
| 1973 | It’s Only a Movie                              | Family                                                     |                                                                |
| 1973 | BBC Live in Concert                            | Family                                                     | клавишные и бэк-вокал: Tony Ashton                             |
| 1973 | Abyss                                          | Jimmy Thomas                                               |                                                                |
| 1973 | Rainbow                                        | McGuinness Flint                                           |                                                                |
| 1973 | If It Was So Simple                            | Longdancer                                                 |                                                                |
| 1973 | Rigor Mortis Sets In                           | Джон Энтвисл                                               |                                                                |
| 1974 | Windows                                        | Jon Lord                                                   | вокал: Tony Ashton                                             |
| 1974 | Buzzard                                        | Tucky Buzzard                                              |                                                                |
| 1974 | Thru a Five                                    | Medicine Head                                              |                                                                |
| 1974 | The Butterfly Ball and the Grasshopper’s Feast | Roger Glover and Guests                                    |                                                                |
| 1975 | Mad Dog                                        | John Entwistle                                             |                                                                |
| 1975 | Broken Glass                                   | Stan Webb                                                  |                                                                |
| 1976 | Wizard’s Convention                            | Wizard’s Convention                                        |                                                                |
| 1978 | The Creeper                                    | Stan Webb’s Chicken Shack                                  |                                                                |
| 1979 | Back to the Egg                                | Wings                                                      | Rockestra member on «Rockestra Theme» and «So Glad To See You» |
| 1981 | Roadie’s Concerto                              | Chicken Shack                                              |                                                                |
| 1982 | Before I Forget                                | Jon Lord                                                   | вокал: Tony Ashton                                             |
| 1985 | Wind in the Willows                            | Eddie Hardin                                               |                                                                |
| 1991 | My Way on the Highway                          | Гитар Шорти and Отис Гранд                                 |                                                                |
| 1994 | Unlucky Boy                                    | Chicken Shack                                              |                                                                |
| 1995 | Eddie Hardin’s Wizard’s Convention 2           | Eddie Hardin and Friends                                   |                                                                |
| 1997 | Eddie Hardin’s Wizard’s Convention 3           | Eddie Hardin and Friends                                   |                                                                |
| 1999 | The Masters: Wizard’s Convention               | Eddie Hardin/Wizard’s Convention                           |                                                                |
| 2006 | Butterfly Ball — DVD                           | Roger Glover and Friends                                   |                                                                |